# Namita Gokhale

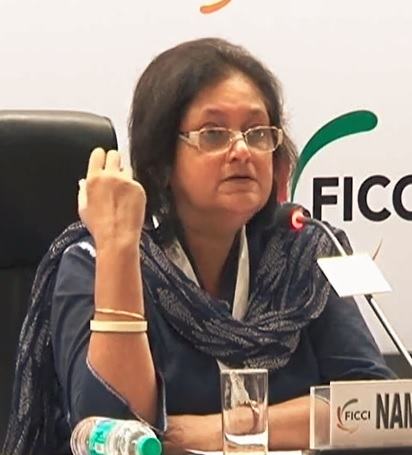
Namita Gokhale

Namita Gokhale (geboren 1956) ist eine indische Schriftstellerin, Herausgeberin, Festival-Direktorin and Verlegerin. Sie ist Mitbegründerin und Co-Direktorin des Jaipur Literature Festivals.

## Jugend und Ausbildung
Gokhale wurde 1956 in Lucknow, Uttar Pradesh geboren. Aufgezogen wurde sie in Nainital von ihren Tanten und ihrer Großmutter Shakuntala Pande. Sie studierte Englische Literatur am Jesus and Mary College der Delhi University. Mit 18 heiratete sie Rajiv Gokhale and bekam noch als Studentin  zwei Töchter. Weil sie sich weigerte, an einem Kurs über die Werke von Geoffrey Chaucer teilzunehmen, musste sie die Universität verlassen.

## Berufliche Laufbahn
Schon als 17-jährige Studentin begann Gokhale, die Filmzeitschrift "Super" redaktionell zu betreuen, bis deren Erscheinen in den frühen 1980er Jahren eingestellt wurde. Danach begann sie mit ihrer schriftstellerischen Tätigkeit, aus der bislang 11 fiktionale und 8 nicht-fiktionale Werke hervorgegangen sind. Ihr Debütroman "Paro: Dreams of Passion" erschien 1984.
Neben der Schriftstellerei moderierte sie 100 Ausgaben von Kitaabnama: Books and Beyond, einer Sendung, die sie für das öffentlich-rechtliche Fernsehen Doordarshan konzipiert hatte und in der literarische Neuerscheinungen aus verschiedenen indischen Sprachen vorgestellt wurden.
Gokhale begründete 2006 zusammen mit William Dalrymple das jährliche Jaipur Literature Festival, dessen Co-Direktorin sie bis heute ist.
Seit 2005 leitet sie die von ihr mitbegründeten Yatra Books, einen Verlag für literarische Werke und Übersetzungen in Englisch, Hindi and anderen indischen Sprachen.
2021 erhielt sie den Sahitya Akademi Award (Preis der indischen Literaturakademie) für ihren Roman Things to Leave Behind.

## Werke

### Fiktionale Werke
- Paro: Dreams of Passion, 1984
- Gods, Graves, and Grandmother, 1994
- A Himalayan Love Story, 1996
- The Book of Shadows, 1999
- Shakuntala: The Play of Memory, 2005
- The Habit of Love, 2012
- Things to Leave Behind, 2016
- Lost in Time: Ghatotkacha and the Game of Illusions, 2017
- Betrayed by Hope: A Play on the Life of Michael Madhusudan Dutt (zusammen mit Malashri Lal), 2020
- The Blind Matriarch, published in 2021

### Nicht-fiktionale Werke
- Mountain Echoes – Reminiscences of Kumaoni Women, 1994
- The Book of Shiva, 2000
- The Puffin Mahabharata, 2009
- In Search of Sita (herausgegeben mit Malashri Lal), 2009
- Travelling In, Travelling Out (als Herausgeberin), 2014
- Himalaya: Adventures, Meditations, Life (herausgegeben mit Ruskin Bond), 2016
- The Himalayan Arc: Journeys East of South-east (als Herausgeberin), 2018
- Finding Radha: The Quest for Love, 2018

### Auf Deutsch erschienen
- Großmutters Tempel, Roman, aus dem Englischen von Annemarie Hafner, Lotos Verlag Roland Beer 2006
- Auf der Suche nach Sita. Neue Blicke in die indische Mythologie, herausgegeben von Namita Gokhale und Malashri Lal, aus dem Englischen von Reinhold Schein, Draupadi Verlag 2013